# Chavinillo
A cidade peruana de Chavinillo é a capital da Província de Yarowilca, situada no Departamento de Huánuco, pertencente a Região de Huánuco, Peru.